# Гидроксид рутения(III)
Гидроксид рутения(III) — неорганическое соединение, гидроксид металла рутения с формулой Ru(OH)3,
чёрный осадок,
не растворяется в воде.

## Получение
- Действие щелочей на соли рутения(III):

{\displaystyle {\mathsf {RuCl_{3}+3NaOH\ {\xrightarrow {}}\ Ru(OH)_{3}\downarrow +3NaCl}}}
- Окисление гидроксида рутения(II):

{\displaystyle {\mathsf {4Ru(OH)_{2}+O_{2}+2H_{2}O\ {\xrightarrow {}}\ 4Ru(OH)_{3}}}}

## Физические свойства
Гидроксид рутения(III) образует чёрный осадок,
не растворяется в воде.